# Montero (Ayabaca)
Montero es un pueblo peruano, capital del distrito homónimo perteneciente a la provincia de Ayabaca del departamento de Piura, al norte del Perú. 

## Ubicación
Montero se ubica al centro-norte de la provincia de Ayabaca, en el distrito de Montero, en el departamento de Piura.

## Demografía
En 2017 Montero tenía una población de 1088 habitantes.
| Gráfica de evolución demográfica de Montero entre 1993 y 2017 |
|                                                               |
| Fuentes: Población 1993 y 2017                                |